# Flystel
Den mekaniske struktur af en flyvemaskine kaldes et flystel (Engelsk airframe). Denne struktur inkluderer som regel skroget eller kroppen, understellet, halen (mere korrekt kaldet empennagen) og vingerne, og ekskluderer fremdriftssystemet.
Design af flystel er specialiseret ingeniørarbejde inden for området luft- og rumfartsteknik, og kombinerer aerodynamik, materialevidenskab og viden om metoder til fabrikation, med fokus på vægt, styrke og luftmodstand, såvel som pålidelighed og omkostninger.

## Historie
Flystellets historie begyndte i 1903 i USA, da et biplan fremstillet i træ af Orville og Wilbur Wright første gang demonstrerede potentialet i fastvingefly.
I 1912 var Deperdussin Monocoque den pioner der demonstrerede det lette, stærke og strømlinede monocoque-skrog, som var formet af tynde lag af krydsfiner limet på cirkulære spanter. Dette fly opnåede en tophastighed på 210 km/t (130 mph).

### 1. verdenskrig
Meget af den tidlige udvikling var ansporet af militære behov under 1. verdenskrig. Iblandt velkendte flytyper fra denne æra finder vi f.eks. den hollandske designer Anthony Fokkers kampfly som han udviklede for det Tyske Kejserriges Luftstreitkräfte, den britiske Sopwith Camel, USAs Curtiss flyvebåde og de tysk/østrigske Taube monoplaner. Alle disse fly benyttede hybride strukturer af træ og metal.
I tiden omkring 1915/16, havde det tyske firma Luft-Fahrzeug-Gesellschaft udviklet en fuld monocoque træstruktur med kun et meget spinkelt internt stel, som benyttede baner af krydsfiner som i en arbejdsintensiv proces blev limet og viklet diagonalt i op til fire lag omkring et par "venstre" og "højre" betonkerner; dette blev kendt som en Wickelrumpf ("Viklet" skrog) konstruktion - disse skrog blev først taget i brug på LFG Roland C.II fra 1916, og ville senere blive udlicenseret til Pfalz Flugzeugwerke som benyttede metoden til sin D-serie biplan-jagere.
Det var et problem at få tilstrækkelig stivhed i et monocoque skrog. For at løse dette problem gik man over til semi-monocoque skrog. I 1916 var de tyske biplan-jagere Albatros D.III udrustet med semi-monocoque skrog, med en bærende forhudning af krydsfiner limet på langsgående longerons, stringers og tværstillede spanter; efterhånden som metal begyndte at erstatte træ beholdt man metoden, der dog ofte, navnlig på engelsk, blev kendt som stressed skin. Der blev anvendt metoder der lignede Albatros-firmaets koncept til fremstillingen af Hannoversche Waggonfabriks lette tosædede CL.II og efterfølgende flyserier, til og med CL.V designet, og firmaet Siemens-Schuckert anvendte metoderne til deres senere Siemens-Schuckert D.III og endnu mere højtydende D.IV biplan-jager modeller.
Konstruktionen og produktionen af Albatros D.III var - på trods af det højere antal komponenter - langt mindre kompleks end det patenterede LFG Wickelrumpf koncept for flyets forhudning.
Den tyske ingeniør Hugo Junkers fik et flystel, bygget helt af metal, i luften for første gang i 1915. Det var monoplanet Junkers J 1, fremstillet af stål, med semi-monocoque krop og en cantilever vinge. Denne type flystel blev videreudviklet med anvendelsen af letvægts duraluminium, opfundet af Alfred Wilm i Tyskland før krigen; eksempler er bl.a. flystellet fra Junkers D.I fra 1918. Metoderne fra dette fly blev anvendt i næsten uændret form efter krigen af den amerikanske ingeniør William Bushnell Stout og den sovjetiske ingeniør Andrej Tupolev, og viste sig at være anvendelige for fly op til 60 meter vingefang i 1930-erne.

### Mellemkrigstiden
J.1 fra 1915 og D.1 jageren fra 1918 blev i 1919 efterfulgt af det første helmetals transportfly, Junkers F.13 som i lighed med D.1 var fremstillet af Duralumin; der blev bygget 300 stk., parallelt med det første fire-motors helmetals passagerfly, den enlige Zeppelin-Staaken E-4/20. Udviklingen af kommercielle fly i 1920- og 1930-årene fokuserede på monoplaner med stjernemotorer, og semi-monocoque skrogene dominerede. Nogle af flyene blev produceret i serier, men mange var unika, som f.eks. Spirit of St. Louis som, ført af Charles Lindbergh, fløj over Atlanterhavet i 1927. Og i 1926 designede William Stout 'Blikgåsen' ("The Tin Goose"), Ford Trimotor, som var helt i metal og fremstillet i 199 eksemplarer.
Den maritime jager-prototype Hall XFH fra 1929 var det første fly med et nittet metalskrog: en aluminumsforhudning monteret på et skelet af stålrør. Hall var også en pioner indenfor anvendelsen af nitter med undersænkede hoveder, og benyttede endesamlinger mellem forhudningens paneler i deres Hall PH flyvebåd fra samme år. Med den italienske Savoia-Marchetti S.56 som forbillede, blev den eksperimentelle flyvebåd Budd BB-1 Pioneer fra 1931 opbygget af korrosionsbestandigt rustfrit stål, og samlet ved hjælp af den nyligt udviklede punktsvejsning, som den amerikanske Budd Company fabrik for jernbanevogne havde opfundet.
Junkers oprindelige filosofi med at bygge flystel af aluminiums-bølgeblik kulminerede med det tremotors Junkers Ju 52 transport- og passagerfly fra 1932, og "Tante Ju" blev benyttet gennem hele 2.verdenskrig af Nazitysklands Luftwaffe til at dække behovet for luftgodstransport, alm. passagertransport og transport for faldskærmstropper etc. Andrej Tupolevs designs fra Stalintidens Sovjetunion var en serie helmetalsfly af stadigt stigende størrelse, der endte med datidens største fly, den otte-motors Tupolev ANT-20 i 1934, og i USA udviklede Donald Douglas' firma det ikoniske Douglas DC-3/C-47 tomotors passager- og transportfly i 1936. Takket være deres helmetals flystel var disse fly imellem de mest succesfulde designs fra denne æra.
I 1937 var Lockheed XC-35 det første fly der blev specielt fremstillet med trykkabine for at gennemgå en serie flyvetests i stor højde, og banede dermed vejen for det første passagerfly med trykkabine, Boeing 307 Stratoliner. Og i disse år fik flere og flere typer flystel et optrækkeligt understel.

### 2.verdenskrig
Under 2.verdenskrig var det igen militær nødvendighed der dominerede design af flystel. Iblandt de bedst kendte var amerikanerenes B-17 Flying Fortress og P-38 Lightning, tyskerenes Messerschmitt Bf 109 og Focke-Wulf Fw 190, og de britiske Avro Lancaster og Supermarine Spitfire. Alle disse fly var moderniserede designs fra 1930-erne, og fremstillet med helmetals semi-monocoque flystel. De første jetfly blev udviklet og produceret under krigen, men ikke i store styktal.
Briterne havde et par bemærkelsesværdige undtagelser. Bombeflyet Vickers Wellington havde et geodætisk konstrueret flystel af krydsende W-formede profiler understøttet af langsgående stringers, dækket af stof. Flyet viste sig at være ekstremt robust, og kunne flyves hjem efter at store dele af skroget var brændt eller bortskudt.
På grund af krigstidens mangel på aluminium blev jager-bomberen de Havilland Mosquito bygget af træ. Inderste og yderste lag af skroget var krydsfiner, sammenlimet med en kerne af balsatræ, og bygget op over en venstre og højre form. Dette skabte et monocoque skrog, en videreudvikling af 1.verdenskrigs "Wickelrumpf". Udviklingen af dette fly ledte til anvendelsen af lim til at samle metal mod metal, og dette blev senere anvendt i de Havilland Comet, Fokker F27 og F28.

### Efterkrigstiden
Efterkrigstidens kommercielle flystel-design var fokuseret på rutefly, umiddelbart efter krigen med stempelmotorer, senere med turbojetmotorer, som endnu senere blev afløst af de langt mere økonomiske turboprop- og turbofan motorer. De generelt højere hastigheder og det forøgede mekaniske stress fra turbinemotorer udgjorde store udfordringer. Nyudviklede aluminiumslegeringer med kobber, magnesium og zinc var af kritisk vigtighed for disse designs. Næsten alle flystel var lavet som semi-monocoque med optrækkeligt understel, og vingerne havde fået flaps - de større flys vinger fik også slats.
Douglas X-3 Stiletto som gik på vingerne i 1952, var designet til en hastighed på Mach 2 hvor luftens friktion imod flystellets forhudning gav en betydelig opvarmning. For at kunne modstå denne opvarmning var X-3s flystel - som det første - hovedsageligt fremstillet af titan, men flyet havde alt for lidt motorkraft og var knap nok supersonisk; det kunne kun lige akkurat bryde lydmuren i et dyk. De senere Lockheed A-12 og SR-71 som kunne opnå Mach 3,2 var også hovedsageligt bygget af titan, lige som det annullerede Boeing 2707 Mach 2,7 supersoniske rutefly.
Eftersom det varmebestandige titan er vanskeligt både at bearbejde og at svejse, blev der benyttet svejset nikkelstål i flystellet til Mikoyan-Gurevich MiG-25 jagerflyet. Dette fly kunne opnå Mach 2,8, og fløj første gang i 1964. North American XB-70 Valkyrie, som kunne opnå Mach 3,1 og fløj første gang i 1964, havde en del titan i flystellet, hvis forhudning var fremstillet af slagloddet rustfrit stål i en honeycomb-struktur. Begge fly fungerede udmærket, men XB-70 blev aflyst efter en sparerunde.
I 1969 blev der udviklet computer-aided design systemer for at assistere udviklingen af McDonnell Douglas F-15 Eagle, som fløj første gang i 1974 sammen med Grumman F-14 Tomcat; begge flyene benyttede komposit-materialer af bor-fiber i empennagen. De langt billigere kulfiber-kompositter blev anvendt som f.eks. forhudning på vingerne af McDonnell Douglas AV-8B Harrier II, F/A-18 Hornet og Northrop Grumman B-2 Spirit.

### Nutiden
I Europa og USA er Airbus og Boeing de dominante fabrikker for større rutefly, mens ATR, Bombardier og Embraer er markedsførende indenfor markedet for regionalfly; der er mange producenter der fremstiller komponenter til flystel. I Rusland og de tilhørende eksportzoner er det Tupolev og Sukhoj der har de tilsvarende markeder, og i Kina er firmaet Comac begyndt at gøre sig gældende.
Den vertikale stabilisator på Airbus A310-300, som fløj første gang i 1985, var den første primære struktur fremstillet af kulfiber i et kommercielt fly. Siden da er komposit-materialer anvendt i større og større grad i Airbus trafikfly: den horisontale stabilisator på A320 (1987) og A330/A340 i 1994, og den midtvingen og den bageste del af skroget i A380 i 2005.
Cirrus SR20 som blev typecertificeret i 1998, var det første mindre fly som blev serieproduceret i større tal og bygget helt af komposit-materialer. Fra år 2000 og frem blev SR20 fulgt af adskillige andre lette fly, bygget på lignende vis.
Boeing 787, som fløj første gang i 2009, var det første kommercielle fly hvor 50% af flystellets strukturelle vægt bestod af kulfiber-kompositter. Yderligere 20 % af vægten var aluminium og 15 % titan: materialevalget giver mindre luftmodstand, tillader at der bliver anvendt en vinge med højere sideforhold ("wing aspect ratio") og tillader et højere kabinetryk. Flystellet fra den konkurrerende Airbus A350 (2013) har 53 % kulfiber, regnet efter struktuel vægt. Dette fly har et skrog der er udført i et stykke kulfiber, hvilket angiveligt skulle erstatte "1.200 plader aluminium og 40.000 nitter."
Bombardier C-Serien fra 2013 har vinger fremstillet af komposit-materialer efter RTI-metoden, kombineret med et letvægts skrog af en aluminiums-lithium legering - dette materiale valgt for modstand mod beskadigelser og let reparation. Denne kombination vil sandsynligvis blive benyttet i fremtidige narrow body passagerfly. I 2016 blev Cirrus Vision SF50 det første typegodkendte forretningsfly hvis flystel udelukkende er bygget af kulfiber kompositter.
I Februar 2017 installerede Airbus en 3D-printer fra firmaet Sciaky, Inc., der kunne fremstille strukturelle komponenter af titan. Råmaterialet blev sammensmeltet i printeren under vakuum ved hjælp af en elektronstråle; metoden kaldes electron beam additive manufacturing.
| Materiale   | B747 | B767 | B757 | B777 | B787 | A300B4 |
| ----------- | ---- | ---- | ---- | ---- | ---- | ------ |
| Aluminium   | 81%  | 80%  | 78%  | 70%  | 20%  | 77%    |
| Stål        | 13%  | 14%  | 12%  | 11%  | 10%  | 12%    |
| Titan       | 4%   | 2%   | 6%   | 7%   | 15%  | 4%     |
| Kompositter | 1%   | 3%   | 3%   | 11%  | 50%  | 4%     |
| Andet       | 1%   | 1%   | 1%   | 1%   | 5%   | 3%     |

## Sikkerhed
Produktionen af flystel er blevet en krævende proces. Producenterne arbejder under en striks kvalitetskontrol og detaljerede regler fra myndighederne. Afvigelser fra gængse standarder og metoder bliver behandlet med den største alvor.
Verdens første passager-jetfly, de Havilland Comet som fløj første gang i 1949, var en milepæl i flydesign. De tidlige modeller led under katastrofale fejl i flystellet på grund af metaltræthed, hvilket førte til nedstyrtninger med store tab af menneskeliv og stor negativ presseomtale. Havarierne førte til en undersøgelse, udført af Royal Aircraft Establishment baseret i Farnborough Airport, som derved grundlagde den videnskabelige rekonstruktion af flystyrt. Havarikommisionens undersøgelse viste at efter 3000 kompressionsforløb i en særlig tryktank, hvor hvert forløb simulerede en flyvetur fra start til landing, ville flystellet fejle i hjørnerne af de firkantede vinduer. Vinduerne var designet til at blive fastgjort med både lim og nitter i forborede huller, men limen var udeladt og en forkert nittemetode blev anvendt hvor nitterne blev slået direkte gennem metallet. De uregelmæssige huller fra nitningen kombineret med stresspåvirkningerne, som var størst i vinduernes skarpe hjørner, startede træthedsbrud omkring nitterne.
Turboprop-flyet Lockheed L-188 Electra fra 1957 blev en kostbar lektion i at kontrollere svingninger og at planlægge sig rundt om metaltræthed. Havariet i 1959 af Braniff Flight 542 viste hvilke vanskeligheder flyfabrikanterne og flyselskaberne kunne risikere når de tog nye teknologier i anvendelse.
Denne hændelse kan sammenlignes med havariet af American Airlines Flight 587, en Airbus A300, i 2001. Under starten brækkede den vertikale stabilisator af empennagen. Dette påkaldte sig megen opmærksomhed omkring problemer med daglig brug, vedligeholdelse og design af kompositte materialer, som nu om dage benyttes i mange flystel. A300 havde haft andre strukturelle problemer, men ingen af denne størrelsesorden.

### Citater
1. ↑  "FAA Definitions". Hentet 2020-04-30.
2. ↑  Michael C. Y. Niu (1988). Airframe Structural Design. Conmilit Press LTD.
3. 1 2 3 4 5 6 7 8 9 10 11 12 13  Graham Warwick (21. november 2016). "Designs That Changed The Way Aircraft Are Built". Aviation Week & Space Technology. Arkiveret fra originalen 11. juli 2017. Hentet 18. august 2021.
4. 1 2 3  Richard P. Hallion (juli 2008). "Airplanes that Transformed Aviation". Air & space magazine. Smithsonian.
5. ↑  Wagner, Ray; Nowarra, Heinz (1971). German Combat Planes: A Comprehensive Survey and History of the Development of German Military Aircraft from 1914 to 1945. New York: Doubleday. s. 75 & 76.
6. ↑  David A. Weiss (1996). The Saga of the Tin Goose. Cumberland Enterprises.
7. ↑  Peter M. Bowers (1986). The DC-3: 50 Years of Legendary Flight. Tab Books.
8. ↑  Hansen, Ole Steen (2019). Skudt ned: flystyrt i Danmark 1939-45. Aarhus: Turbine Forlag. s. 65.
9. ↑  Charles D. Bright (1978). The Jet Makers: the Aerospace Industry from 1945 to 1972. Regents Press of Kansas.
10. ↑  Aircraft and Aerospace Applications. Key to Metals Database. INI International. 2005. Arkiveret fra originalen 2006-03-08.
11. ↑  "Top 100 Airplanes:Platinum Edition". Flying. 11. november 2013. s. 11. Arkiveret fra originalen 9. januar 2016. Hentet 18. august 2021.
12. ↑  Leslie Wayne (7. maj 2006). "Boeing Bets the House on Its 787 Dreamliner". New York Times.
13. ↑  Ginger Gardiner (15. oktober 2019). "Bombardier wins award for resin transfer infusion wing". CompositesWorld.
14. ↑  Graham Warwick (11. januar 2017). "Airbus To 3-D Print Airframe Structures". Aviation Week & Space Technology.
15. ↑  Jörg Woidasky; Christian Klinke; Sebastian Jeanvré (november 2017). "Materials Stock of the Civilian Aircraft Fleet" (PDF). Recycling.
16. ↑  Florence Graves and Sara K. Goo (17. april 2006). "Boeing Parts and Rules Bent, Whistle-Blowers Say". Washington Post. Hentet 23. april 2010.
17. ↑  Todd Curtis (2002). "Investigation of the Crash of American Airlines Flight 587". AirSafe.com.
18. ↑  James H. Williams, Jr. (2002). "Flight 587". Massachusetts Institute of Technology.
19. ↑  Sara Kehaulani Goo (27. oktober 2004). "NTSB Cites Pilot Error in 2001 N.Y. Crash". Washington Post. Hentet 23. april 2010.

## Yderligere læsning
- Michael Gubisch (9. juli 2018). "Analysis: Are composite airframes feasible for narrowbodies?". Flightglobal.